# 霧島重工株式会社
霧島重工株式会社（きりしまじゅうこうかぶしきがいしゃ）は 、スクウェア・エニックスのコンピュータゲーム『フロントミッション』シリーズに登場する架空の企業。
ここでは、O.C.U.シンガポールのWAP用武器製造メーカーであるパペール (Papel) および、O.C.U.韓国の航空機メーカー必武 (Biwu) についても解説する。

## 霧島重工

### 会社概要
- 社名　 霧島重工株式会社
- 本社　 O.C.U.日本 東京都台東区鐘ヶ淵1-1-1
- 創業　 1999年8月15日
- 創業者 霧島忠
- 現社長 霧島義人
- 登場作品　『2nd』～『5th』
- 支社　 国内12箇所 海外4箇所
- 工場　 国内20箇所 海外8箇所
- 研究所 国内3箇所

内燃機関の開発・製造から始まった霧島重工は、現在では、航空・宇宙産業、船舶、自動車を始めとした重厚長大産業だけでなく、半導体などの電子部品やソフトウェア産業へも進出している。廃棄物再資源化プラントを、世界で初めて実用化したことでも知られる。

### 沿革
圧縮天然ガス自動車用の燃料射出装置を作り上げた霧島忠が、台東区の鐘ヶ淵で霧島自動車工業を創業。霧島の燃料射出装置は、瞬く間に世界中へ普及。その後、部品だけでなくカーメーカーとして発展。
そして、これまでにつちかった製造技術を活かして、発電装置、船舶、重機などを加え、社名を霧島重工株式会社へと変更。日本の製造業のトップ企業として躍進を続けてきた。大型プラント技術やバイオテクノロジーを活かして、廃棄物再資源化プラントや、地熱発電などのクリーンエネルギー創出などを製造、さらに次世代シャトルのメインエンジンの開発や、人工衛星など、宇宙開発事業にも進出している。

### 事業部

#### 船舶・輸送事業、エネルギー事業
CNGエンジンを搭載した超高速大型貨物船や最新アクチュエーターを搭載した豪華客船「天河」を建造。海洋建造物の構造も本事業部が手がけており、海上油井や波消装置から、沖縄海洋都市などの大型浮体構造物も製造。超高圧に耐えられるアクチュエーターを搭載した深海調査船など、最先端の科学分野に貢献する研究船なども多数建造している。

#### 宇宙・航空事業、特殊車両事業
ブランTB230Wエンジンを搭載した突撃攻撃ヘリAAH45a（ハーンA）は、その性能の高さを評価され、O.C.U.各国で採用されている。宇宙機器部門では、世界最大級の打ち上げ能力をほこるJH-11ロケットの開発で、主導的な役割を発揮。人工衛星の開発や衛星追尾システムも構築している。防衛産業においては日防軍の研究部門と協力をして、戦闘用車両などの開発を行っている。

#### 産業用機械事業、工業用機械事業
アクチュエーターが主力製品。産業用ロボットや大型プレス機械などは、業界1位のシェアを占めている。同事業部が実用化した、超細密ナノマシン用射出成型器は、分子一つ一つを直接制御することで、0.27ナノミリの要素部品を連続的に作り出せる画期的な製品となっている。
ヴァンツァーメーカーとしては新規参入の部類に入るが、独自の最先端技術によって設計された機体性能は高い。ただし、日本企業であり、シェアメーカーであるイグチとの競合関係から、環境保全をモットーとするクリーンなイメージとは裏腹に日防軍との癒着の構造が見られる。
また、省力型WAPとも言える支援ポッドを開発した企業としても知られる。その他にSG製造、戦闘ヘリ開発の他、自動車技術を活かした軍事用車両生産も行っている。

### ヴァンツァー

#### 109式炎陽
円錐形に突き出た胸部が特徴的な機種。高出力機体であり、後方支援を主目的とする。そのため、指揮官が搭乗することも多い。霧島重工初期のWAPであるが、長期間運用されており、同社のWAP性能の高さがうかがえる。
| 109式炎陽(type 109 Enyo)   | 109式炎陽(type 109 Enyo)        |
| -------------------------- | ------------------------------- |
| メーカー                   | 霧島重工(O.C.U.日本)            |
| 固定武装                   | なし                            |
| 携帯火器                   | MULS-P規格適応品                |
| 主要搭乗者                 | 武村伊佐夫 メイヤー・エドワード |
| 110式陣陽(type 110 Jinyo)  |                                 |
| メーカー                   | 霧島重工（O.C.U.日本）          |
| 固定武装                   | なし                            |
| 携帯火器                   | MULS-P規格適応品                |
| 主要搭乗者                 | ホセ・アストラーダ              |
| 111式春陽(type 111 Syunyo) |                                 |
| メーカー                   | 霧島重工(O.C.U.日本)            |
| 固定武装                   | なし                            |
| 携帯火器                   | MULS-P規格適応品                |
| 主要搭乗者                 | 黒井優二                        |

炎陽【5th】
改造バリエーションとして、2号、3号、軽量型。
109式炎陽【3rd】
日防軍が正式採用した機種。炎陽は第2次ハフマン紛争期に運用されており、同機種も上記炎陽のバリエーションの一つと考えられる。
ただし、霧島重工のWAP産業参入に関して明確な時期を示すものがないため、イグチの強盾同様、『5th』の設定問題に触れる部分がある。

#### 110式陣陽
炎陽の改良機。炎陽の高出力を維持しつつ汎用性を高めた機体。O.C.U.各国に輸出された。
- 110式陣陽【3rd】

#### 111式春陽
111式春陽【3rd】
競合するイグチの強春を抑え、日防軍次世代制式WAPに採用された機種。前述の陣陽を元に単純な出力アップに留まらず、水中任務や宇宙での活動を可能にするカスタム性を想定して開発されている。
最新鋭機というだけあり、作中では敵から鹵獲する以外の入手方法がない非売品。クーデター以前に先行して機動強襲群に納入され、クーデター中は主にスナイパー機として運用された。
専守防衛を基本とする日防軍として珍しく攻撃的な機種。設計者側からは、明らかに強襲型と見なされている。レクソンを設計の参考にしている為か、外見に多く類似点が見られる。

### 大型機動兵器
ガルセイドXM(Garsade)【5th】
霧島重工初の大型機動兵器。4脚を採用したが、同期のそれと比べても機体の安定性は非常に高かった。武装もGR、CN、SGと遠近死角のない3種類を装備している。他にXN型。
鋼天(Kouten)【5th】
後述の鋼錬をさらに発展させた機動兵器。変形機構こそオミットされたものの、4本のアームを備え、様々な武装を装着できる。大型機動兵器としては珍しいS型デバイス対応機体であり、搭乗者の負担は相当のものであったと推察される。

#### 比較波防盾
Comparison Wave Defense Shield(CWDS)
霧島重工と日防軍の共同開発によって開発された独自技術。敵機に欺瞞情報を送り込むことにより、電子機器に誤差を生じさせるシステム。
基本、動作の大部分をコンピュータ制御に頼っているWAPにとってこのシステムによる妨害は動作に致命的な影響を及ぼすため、将来の電子妨害兵器としての脅威は高い。しかし、膨大な電力消費が課題となっており、開発段階では継続した使用は不可能となっている。
12式装甲車【3rd】
CWDSを試験的に搭載した5輪の装輪装甲車。安定性と汎用性を重視した設計を持つ。日防軍クーデターの際クーデター軍が実戦投入したが、CWDSの動作は不安定だった。
鋼錬(Kouren)【5th】
2つの形態を持つ大型機動兵器。第1形態は大型戦車だが、この形態で撃破された後は外部装甲とキャタピラ類をパージして戦闘ヘリ形態となる。GG等で武装しており攻撃力も高い。装甲も厚く、他の戦闘ヘリとは一線を画している。比較波防盾を装備し、将来的にはビーム兵器の搭載も予定されていた。
克黒と並び、どのようなコンセプトに則り設計されたかが最も疑問な兵器の一つである。実際に交戦したU.S.N.軍ストライク･ワイバーンズのエドワード・コリンズは本機の変形を見て「バカじゃねえのか」と評しているが、似たようなコンセプトの大型機動兵器は（世界観は異なるが）ガンハザードに存在していたりする。
粒子砲車J10【3rd】
日本初の粒子兵器搭載型戦車。CWDSを装備しており、同社の鋼練の後継機として試作・開発されていた可能性が高い。
電力系統が不十分な段階にあり、CWDSと粒子砲の同時使用は不可能。特に明記されてはいないが、粒子兵器に興味を持ったヴェルダ社との提携があって開発されていた可能性も高い。

### 兵器
- 艦艇
  - MMG3号艇【3rd】
- ヘリ
  - ハーンa【2nd】
  - ハーンイーガー【3rd】
  - オーシャンハーン【3rd】
- ショットガン
  - 霧島50式・シリーズ(Garsade)
上部にピカディニーレールのようなレールを搭載したショットガン。現在霧島製唯一の銃器。
- COM
  - グアナコ

### 搭乗パイロット一覧
霧島重工株式会社社製の機体に搭乗した主なパイロット。()内は登場タイトル。
- 109式炎陽
  - 黒井優二(3rd)
  - メイヤー・エドワード(3rd)
  - 武村伊佐夫(3rd)
- 110式陣陽
  - リュウ・ハイフォン(3rd)
  - ホセ・アストラーダ(3rd)
  - 黒井優二(3rd)
  - 田中徳彦(3rd)
  - 五木修(3rd)
- 111式春陽
  - 武村和輝(3rd)
  - 草間亮五(3rd)
  - 黒井優二(3rd)
- 鋼天
  - モーガン・ベルナルド(5th)
- 12式装甲車
  - 金井宏道(3rd)
- 粒子砲車J10
  - 黒井優二(3rd)

## パペール

### 会社概要
- 社名　 Papel
- 本社　 O.C.U.（マレーシア→シンガポール）
- 創業　 2029年
- 登場作品  『FA』『FMO』『1ST』～『4th』

### 沿革
東南アジア最大の武器・コンピューターメーカー。WAPに関してはE.C.イタリアのバザルト社製品を改良して生産していたが、2109年にO.C.U.マレーシアに存在した親会社のソンクラー重工から完全独立を達成。シンガポールに本社移転をすると共に、念願の自社開発WAPの生産を開始する。

### 事業部
射出兵器や砲弾に対しては評価が高く、高いシェアを誇る。

### WAW
- 31式甲型レールキャノン(SMI31-01,02,03)【FA】 - キャノン部分担当

### ヴァンツァー

#### PAW・シリーズ
PAW0 パラント(Parant)【FMO】
元は自社兵器の試射用として設計された。汎用性を切捨て、命中率の向上に一点特化した性能となっている。他に2、2X、3型。
PAW1 パーレイ2(Pare)【3rd】【FMO】
前身のパラントと共に第2次ハフマン紛争に投入されており、持ち帰られた実戦データは将来のWAP開発への本格的参入に活かされると見越されている。他に2X、3型。
PAW2 プロウブ(Prov)【3rd】
踏破性に優れたホバー脚を採用し、高い耐久性を誇る。日防軍でも採用されている。

### 搭乗パイロット一覧
パペール社製の機体に搭乗した主なパイロット。()内は登場タイトル。
- PAW1 パーレイ
  - ホセ・アストラーダ(3rd)
- PAW2 プロウブ
  - ユン・ライファ(3rd)
  - 盛忠之(3rd)
  - 五木修(3rd)

## 必武

### 会社概要
- 社名　 Biwu
- 本社　 O.C.U.韓国
- 創業　 2050年
- 登場作品  『2nd』『3rd』『5th』

### 沿革
航空機メーカー。VTOL機開発に心血を注いでおり、戦略爆撃機開発に成功したことで着目される。ただし、本国は経済規模がそれほど大きくないからか軍需企業が少なく、必武はミサイル生産で知られる程度とややマイナーな存在である。

### 製品紹介
- ショットガン
  - 衝都2型【3rd】
  - 衝塔3型【3rd】
- ミサイル
  - 知更鳥50型【3rd】
- 航空機
  - PCV-11c ダウンリフター【2nd】
  - PVA-07 ヒルスター【2nd】
- 戦闘車両
  - K-78 ソナタ【5th】

### ヴァンツァー

#### シンティラ・シリーズ
シンティラ【5th】
第2次ハフマン紛争に投入された機体。格闘戦を想定している為、頭部は胴体と一体型である。脚部には逆関節機構を採用。従来の格闘戦機種よりも軽量で、防御力も高い。
- シンティラLW【5th】
- ブラックナイト【5th】
シンティラでは各パーツの強度不足により故障が頻発しやすいと評価されたが、改善がされつつある。
- ブラックナイト2【5th】 - 改造バリエーション。

## その他のO.C.U.域内企業

### バリラーコンツェルン
メタンヴァンツァー【3rd】
資金に乏しかった為、トラックの後輪に逆関節の足をつけ、前輪に申し訳程度のMGを装備した機体で、動力機関のテスト等を行った。
動力に家畜等から採れるメタンガスを使用しており、名称はそこに由来している。製造コストが安いこともあり、技術力に乏しく、水素エンジンといった動力を導入出来ない第三世界向けに主に輸出され、それなりのセールスを記録した。
しかし、開発したバリラー親子の奇人ぶりと秀才的な経歴のギャップ、戦闘向きでないのに単独で戦闘WAPに突っ込む勇姿(？)によって、作中では主にネタとして扱われている。

### フォーチュンメディテック
O.C.U.の医療機器メーカー。
ASA-9X【5th】
同社が秘密裏に開発していたS型デバイス用試作機体。未完成の状態であったが、ストライク・ワイバーンズの突入に際して急遽大型のBZ、MGといった専用武装とレールガンを装備させ、実戦投入された。上半身のみの状態で研究所の奥に吊り下げられた状態であったため、機動性や耐久性に難があったにもかかわらず、その戦闘力はかなりのものであった。